# 합정초등학교
합정초등학교(蛤井初等學校)는 대한민국 경기도 평택시에 있는 공립 초등학교이다.

## 학교 연혁
- 1990년 12월 18일 학교부지 매입
- 1991년 2월 18일 합정국민학교 설립 인가
- 1991년 6월 1일 착공
- 1992년 2월 29일 준공
- 1992년 3월 1일 개교(21학급 편성, 유치원 1학급)
- 1992년 3월 1일 초대 김동주 교장 부임
- 1992년 5월 27일 개교 및 준공기념식
- 1996년 11월 11일 열린교육 지역중심학교 수업공개
- 1997년 6월 9일 경기도교육청지정 열린교육시범학교 운영보고
- 1998년 11월 24일 교육부 지정 열린교육 시범학교 운영 보고회
- 2004년 3월 1일 특수학급 1학급 설치
- 2009년 3월 2일 경기도교육청 지정 교원능력평가 선도학교 지정
- 2010년 3월 1일 경기도교육청 지정 지역공동영재학급 신설 운영(1학급 20명)
- 2010년 3월 19일 학력향상 프로그램 운영 중심학교 선정
- 2011년 4월 20일 체육관(예지관) 준공식
- 2012년 8월 30일 전 교실 복도 및 바닥 교체 공사 완료
- 2012년 10월 15일 운동장 공원화 사업(스탠드 그늘막공사 포함) 완료
- 2013년 9월 1일 제10대 김철수 교장 부임
- 2014년 2월 18일 제21회 졸업식(64명)
- 2014년 3월 1일 12학급 편성, 유치원 1학급, 특수 1학급
- 2015년 3월 1일 13학급 편성, 유치원 1학급, 특수 1학급
- 2016년 3월 1일 제11대 김지식 공모교장취임
- 2016년 3월 1일 흡연예방 중심학교운영
- 2017년 3월 1일 경기도교육청 지정우스학교스포츠클럽및 학교스포츠클럽선도학교운영
- 2018년 1월 18일 제25회졸업(46명 총 3,426명)
- 2018년 3월 1일 8학급편성(특수학급편성 포함),유치원 1학급 편성

## 참고 자료
- 합정초등학교 - 한국교육학술정보원 학교알리미